# TX Большого Пса
TX Большого Пса (лат. TX Canis Majoris), HD 43089 — двойная затменная переменная звезда типа Алголя (EA) в созвездии Большого Пса на расстоянии приблизительно 2639 световых лет (около 809 парсеков) от Солнца. Видимая звёздная величина звезды — от +11,16m до +9,58m. Орбитальный период — около 2,3974 суток.

## Характеристики
Первый компонент — бело-голубая звезда спектрального класса B8 или B8IV/V.